# Ingemar Åberg
Ingemar Åberg är en svensk musiker, kompositör, producent, arrangör och textförfattare. Han är delägare i musikbolaget Audeopop i Los Angeles. Bland de artister och producenter han jobbat med finns Ariana Grande, Kelly Clarkson, David Foster och Carola Häggkvist.
När löven faller, framförd av Carola, är en av de mest kända låtar som Åberg skrivit.